# 스테이시 마르탱
스테이시 마르탱(프랑스어: Stacy Martin, 1990년 3월 20일 ~ )은 프랑스의 배우이다. 덴마크 영화감독 라르스 폰 트리에르의 드라마 영화 《님포매니악》에서 젊은 조(Joe) 역으로 데뷔하였다.

## 어린 시절
마르탱은 1991년 1월 1일 프랑스에서 태어나 유년 시절을 보냈다. 7살 때 아버지와 함께 일본으로 건너가 13살 때까지 살았다. 그 후 다시 프랑스로 돌아왔다. 학업을 마친 후, 마르탱은 배우가 되기 위해 런던으로 갔고, 생계를 위해 모델 활동도 하였다. 런던 예술대학교에서 미디어·문화학을 전공했다.

## 경력
2013년 라르스 폰 트리에르 감독의 영화 《님포매니악》에서, 15 ~ 31살의 젊은 조 역을 연기하였다.이 영화는 실제 정사 장면들과 다소 낮은 수위의 포르노 장면들을 다뤘다. 이 장면을 찍으면서, 마르탱은 인공 질을 착용했다. 연기를 하면서, 조에 빙의한 듯한 느낌이 들었다고 한다. 마르탱은 이 역할로 보딜상 여우주연상 후보로 지명되었다. 2014년 BAFTA가 선정한 주목할 신예 중 한 명으로 지명되었다. 2014년 6월, 벤 휘틀리 감독의 영화 《하이-라이즈》에서 페이(Faye)를 연기했다. 마테오 가로네의 영화 《테일 오브 테일즈》에서 어린 도라 역을 맡았다.
배우 에밀 허시와 패션 브랜드 "Rag&Bone"의 2014년 봄 캠페인에 참여했다. 브랜드 미우 미우의 2014년, 2015년 봄/가을 캠페인에서 모델로 나섰다.

## 사생활
2014년 3월 쯤부터, 마르탱은 남자친구 대니얼 블룸버그와 런던에서 함께 살고 있다. 대니얼 블룸버그는 현재 밴드 Cajun Dance Party의 보컬이다.

## 출연작품

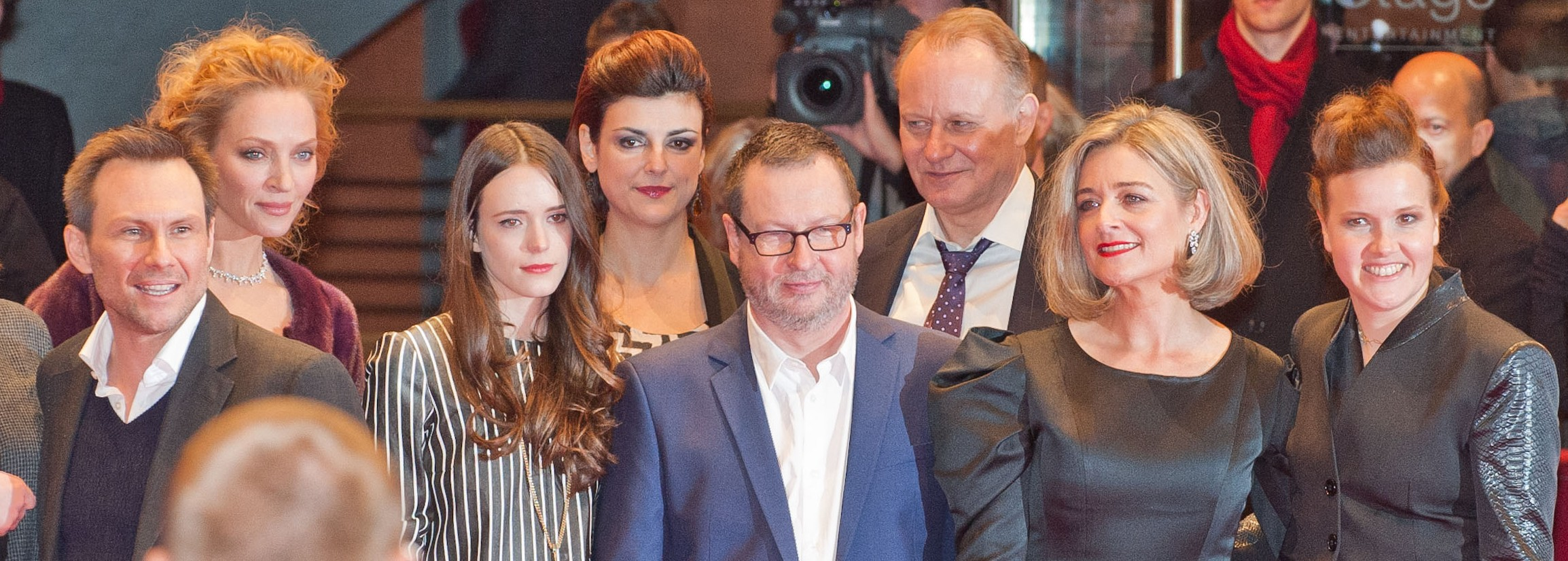
2014 베를린 영화제에서 《님포매니악》 출연진과 함께 있는 스테이시 마르탱 (왼쪽에서 3번째)

| 년도 | 제목 원제목 | 역할             | 참고                                 |
| ---- | --- | ---------------- | ------------------------------------ |
| 2013 | 《님포매니악》 Nymphomaniac                                                                                      | 어린 조          | 영화 데뷔작, 보딜상 여우 주연상 후보 |
| 2015 | 《윈터》 Winter                                                                                                  | 소피             |                                      |
| 2015 | 《테일 오브 테일즈》 The Tale of Tales Il racconto dei racconti                                                  | 어린 도라        |                                      |
| 2015 | 《레이디 인 더 카》 The Lady in the Car with Glasses and a Gun La dame dans l'auto avec des lunettes et un fusil | 아니타           |                                      |
| 2015 | 《더 차일드후드 오브 어 리더》 The Childhood of a Leader                                                         |                  |                                      |
| 2015 | 《타지마할》 Taj Mahal                                                                                           | 루이즈           |                                      |
| 2015 | 《하이-라이즈》 High Rise                                                                                        | 페이             |                                      |
| 2017 | 《네 멋대로 해라 : 장 뤽 고다르》 Redoubtable                                                                    | 안 비아젬스키    |                                      |
| 2017 | 《올 더 머니》 All the Money in the World                                                                        | 낸시 게티의 비서 |                                      |
| 2018 | 《트리트 미 라이크 파이어》 Joueurs Treat Me Like Fire                                                           | 엘라             |                                      |
| 2018 | 《로지》 Rosy | 로지             |                                      |
| 2018 | 《복스 룩스》 Vox Lux                                                                                            |                  |                                      |
| 2020 | 《더 나이트 하우스》 The Night House                                                                             |                  |                                      |
| 2020 | 《아카이브》 Archive                                                                                             | 줄스 알모어      |                                      |
| 2020 | 《아망떼》 Amants                                                                                                |                  |                                      |
| 2021 | 《루이스 웨인: 사랑을 그린 고양이 화가》 The Electrical Life of Louis Wain                                       | 펠리시 웨인      |                                      |

## 수상 및 후보 목록
| 년도 | 제목 원제목                 | 상                          | 결과 |
| ---- | --------------------------- | --------------------------- | ---- |
| 2014 | 《님포매니악》 Nymphomaniac | 보딜상 여우 주연상          | 후보 |
| 2015 | 《님포매니악》 Nymphomaniac | Robert 페스티벌 여우 조연상 | 후보 |